# 爆発圧接
爆発圧接（ばくはつあっせつ、explosive welding）とは広い面積同士の異材接合に有効する。固相接合の一種。
二種類の金属を爆発力によって高速で衝突させ、ユゴニオ弾性限界以上の圧力で両者を結合させる加工法である。俗に爆着（ばくちゃく）と呼ばれる。
爆発圧接は溶接などと違い、材料同士が冷間で接着されるため材料同士が熱で変化しないというメリットがある。特に物性に大差のある金属間での圧着が可能である。
戦前まではクラッド鋼の製造は大半が爆発圧接によって作られていた。しかし、近年では加工技術の進歩によりプレス機などを用いて製造される「圧延クラッド鋼」が大半を占めるようになり、「爆着クラッド鋼」のメリットは薄れ、爆薬取扱いのデメリットばかりが大きくなったため、一部の用途のみになってきている。

## 加工例
- 融点の差が大きいアルミニウムとタンタル
- 熱膨張の差が大きいチタンとステンレス
- 硬度の差が大きいステライト6Bと鋼
- メッキが困難とされるチタンやジルコニウムなどに金や銅のメッキを行う。